# Formica aquilonia
Formica aquilonia là một loài côn trùng trong họ Formicidae thuộc bộ Hymenoptera. Loài này được Yarrow miêu tả năm 1955.